# Delia Bacon
Delia Salter Bacon (Tallmadge, 2 de fevereiro de 1811 — Hartford, 2 de setembro de 1859) foi uma escritora americana de peças teatrais e de contos e irmã do ministro congregacionalista Leonard Bacon. É mais conhecida atualmente por sua obra sobre a questão da autoria de Shakespeare.
Promoveu a teoria de que as peças atribuídas a William Shakespeare foram escritas por um grupo de homens, incluindo Francis Bacon, Walter Raleigh e outros.

## Biografia
Bacon nasceu em uma cabana de madeira nos arredores de Tallmadge, Ohio. Filha caçula de um ministro congregacionalista, que seguindo uma visão, trocou New Haven, Connecticut pelas florestas de Ohio. O empreendimento fracassou em pouco tempo, e a família retornou para a Nova Inglaterra, onde seu pai morreu logo após. O estado de poucos recursos financeiros da família permitiu que apenas seu irmão mais velho Leonard recebesse uma educação de nível superior, na Universidade Yale, enquanto sua própria educação formal se encerrou quando ela tinha quatorze anos de idade. Tornou-se professora em escolas dos estados de Connecticut, Nova Jérsei, e Nova Iorque, e, depois, até aproximadamente 1852, tornou-se uma notável palestrante profissional, ministrando, em várias cidades do leste dos Estados Unidos, aulas para mulheres sobre História e Literatura, utilizando métodos que ela mesma inventou. Aos vinte anos de idade, em 1831, publicou anonimamente seu primeiro livro, Tales of the Puritans, que consiste de três longas histórias sobre a vida colonial americana. Em 1832, venceu o concurso para contos promovido pelo Saturday Courier de Filadélfia, superando Edgar Allan Poe que concorria com o seu conto The Duc de L'Omelette.
Em 1836, Delia Bacon se mudou para Nova Iorque, e tornou-se uma assídua frequentadora de teatros. Logo depois, conheceu a atriz principal shakespeariana Ellen Tree, e a convenceu a aceitar o papel principal em uma peça que estava escrevendo, parcialmente em versos brancos, intitulada The Bride of Fort Edward com base em seu conto premiado, Love's Martyr, sobre Jane McCrea — uma jovem supostamente morta por nativos americanos durante a Guerra da Independência dos Estados Unidos — que ela também publicou anonimamente em 1839. O trabalho foi revisado favoravelmente novamente por Edgar Allan Poe, mas provou ser um fracasso de público.

## Teoria da autoria de Shakespeare
Delia Bacon se afastou da vida pública e das palestras no início de 1845, e começou intensamente a pesquisar a teoria que ela estava desenvolvendo sobre a autoria das obras de Shakespeare, e que estruturou detalhadamente até outubro do mesmo ano. Porém, uma década se passou antes que seu livro The Philosophy of the Plays of Shakespeare Unfolded (1857) fosse publicado. Durante esses anos, ela fez amizade com Nathaniel Hawthorne e Ralph Waldo Emerson, e, depois de garantir o patrocínio para viajar para continuar a pesquisa na Inglaterra, em maio de 1853, encontrou-se com Thomas Carlyle, que embora intrigado, deu um grito quando ouviu sua exposição.
Estava-se vivendo o auge da Alta crítica, que foi descobrindo a autoria múltipla da Bíblia, e postulando a natureza composta de obras-primas como aquelas atribuídas a Homero. Era também um período de crescente bardolatria, a deificação do gênio de Shakespeare, e uma veneração generalizada, quase hiperbólica para o gênio filosófico de Francis Bacon. Delia Bacon foi influenciada por essas correntes. Ela, como muitos de seu tempo, abordou o drama shakespeariano como sendo obras-primas filosóficas escritas para uma sociedade aristocrática fechada de cortesãos e monarcas, e achou difícil acreditar que elas foram escritas com uma intenção comercial ou destinadas a uma audiência popular. Intrigada com a diferença entre os raros acontecimentos da vida de William Shakespeare com a sua vasta produção literária, decidiu provar que as peças atribuídas a Shakespeare foram escritas por um círculo de homens, incluindo Francis Bacon, Walter Raleigh e Edmund Spenser, com a finalidade de inculcar um sistema filosófico, para o qual eles sentiram que eles mesmos não tinham condições de assumir a responsabilidade. Este sistema ela buscou descobrir sob o texto superficial das peças. Por intermédio de sua amizade com Samuel Morse, uma autoridade em códigos, e criptografia para o telégrafo, ela ficou sabendo do interesse de Bacon por cifras secretas, e isso determinou a sua própria abordagem em relação à questão da autoria.
James Shapiro interpreta a teoria de Delia Bacon, tanto em termos das tensões culturais do meio histórico em que vivia a autora, como a consequência de uma crise intelectual e emocional que se desdobrou quando ela rompeu com sua educação puritana e desenvolveu uma relação de profunda confiança com um hóspede, Alexander MacWhorter, um jovem licenciado em Teologia pela Universidade Yale, que posteriormente foi interrompida por seu irmão. MacWhorter foi absolvido de culpa num julgamento eclesiástico posterior, cujo veredicto levou a um racha entre Delia e seus companheiros congregacionalistas.
A sua teoria propõe que a quarta parte que falta da inacabada magnum opus de Bacon, a Instauratio Magna tinha de fato sobrevivido na forma das peças atribuídas a Shakespeare. Por que motivo Francis Bacon escreveria sob tal pretexto não está claro, mas Delia Bacon argumentou que as grandes peças eram o esforço coletivo de um:
pequeno grupo de políticos decepcionados e derrotados que se comprometeu em dirigir e organizar a oposição popular contra o governo, e foi obrigado a abandonar esse propósito... Expulsos de um campo, eles surgiram em outro. Expulsos do campo aberto, eles lutaram em segredo.

## O legado de Delia Bacon
Embora Delia Bacon seja ainda considerada por muitos estudiosos de literatura como uma típica louca Hester Prynne, uma reavaliação recente desafia isto, restaurando a visão favorável sobre ela dada por Ralph Waldo Emerson, Nathaniel Hawthorne, e Walt Whitman.
Há uma biografia escrita por seu sobrinho, Theodore Bacon, Delia Bacon: A Sketch (Boston, 1888), e um capítulo apreciativo, "Recollections of a Gifted Woman," em Our Old Home de Nathaniel Hawthorne (Boston, 1863).
Ela morreu em Hartford, Connecticut e foi sepultada no Grove Street Cemetery em New Haven, Connecticut.